# Ectopleura
Ectopleura är ett släkte av nässeldjur som beskrevs av L.Agassiz 1862. Ectopleura ingår i familjen Tubulariidae.
Arterna är upp till 4 mm långa och de uppträder i svärm. Hos arten Ectopleura dumortieri som förekommer i Nordsjön kan svärmen ha 2000 till 5000 medlemmar.
Arter enligt Catalogue of Life och Dyntaxa:
- Ectopleura americana
- Ectopleura bethae
- Ectopleura crocea
- Ectopleura dumortieri
- Ectopleura exxorna
- Ectopleura grandis
- Ectopleura guangdongensis
- Ectopleura indica
- Ectopleura integra
- Ectopleura japonica
- Ectopleura larynx
- Ectopleura latitaeniata
- Ectopleura marina
- Ectopleura mayeri
- Ectopleura media
- Ectopleura minerva
- Ectopleura multicirrata
- Ectopleura obypa
- Ectopleura pacifica
- Ectopleura prolifica
- Ectopleura radiata
- Ectopleura ralphi
- Ectopleura sacculifera
- Ectopleura venusta
- Ectopleura viridis
- Ectopleura wrighti
- Ectopleura xiamenensis